# Poldermodel
Het poldermodel is de naam die gegeven wordt aan het Nederlandse consensusmodel waarin overheid, bedrijven, maatschappelijke organisaties en andere belanghebbenden overleggen en tot overeenstemming komen over vraagstukken van algemeen belang. 
Illustratief voor dit model is het overleg tussen werkgevers, vakbonden en overheid, die met elkaar aan tafel gaan zitten om te onderhandelen over arbeidsvoorwaarden en lonen. Dat overleg vindt vaak plaats in de vakraad van de betreffende sector. Als een cao goedgekeurd wordt door de minister van Sociale Zaken, kan deze de cao ook nog algemeen bindend verklaren, zodat de cao geldt voor alle werknemers en alle werkgevers in een bedrijfstak. In een economische noodsituatie kan de minister de arbeidsvoorwaarden voor een half jaar "bevriezen". In andere sectoren, zoals in de zorg, bij de publieke omroep en in het onderwijs, wordt het model toegepast voor het overleg over beleid en regelgeving tussen verschillende belangenorganisaties, hun koepels en de overheid.
Als beginpunt van de term poldermodel wordt vaak het Akkoord van Wassenaar (1982) gezien, waarin de genoemde partijen een loonmatiging afspraken. Onduidelijk is in hoeverre een artikel in Elseviers Weekblad rond 1980 van Harry ter Heide, oud-voorzitter van het NVV, partijen tot het inzicht heeft gebracht dat het beter was te onderhandelen op basis van het streven naar een win-winscenario in plaats van publiekelijk harde standpunten uit te wisselen. Ter Heide beoogde dit op basis van het zogenaamde prisoner's dilemma uit de speltheorie. Als dat juist is, is hij de geestelijke vader van het moderne overlegmodel.
Bovenstaande wordt echter tegengesproken door meerdere auteurs en onderzoekers, die betogen dat het akkoord van Wassenaar overgewaardeerd wordt. De meeste auteurs zien veel continuïteit vanaf 1950. Historicus Stijn Kuipers stelt, in een artikel dat sterk leunt op een stuk van Coen Helderman, dat de moderne versie van het sociaaleconomische overlegmodel zich al eerder manifesteerde met de Hoge Raad van Arbeid van 1920. Daaruit zou volgen dat 'het poldermodel' een grotere invloed op de Nederlandse samenleving en economie heeft gehad dan tot nu toe gedacht.
Het consensusmodel bestaat echter al langer. Het gaat terug tot de middeleeuwen. Toen moesten boeren, edelen, stedelingen en overige burgers samenwerken om dijken te bouwen en zo droge voeten te houden. Dit was alleen mogelijk door, ongeacht afkomst of stand, samen te werken. Als het ware met terugwerkende kracht wordt ook daarvoor thans de aanduiding poldermodel gehanteerd, alsook het werkwoord polderen voor compromissen sluiten en samenwerken. Volgens Roeland Audenaerde van de Universiteit Leiden heeft ook de Franse reactionair Louis de Bonald (1754-1840) een rol gespeeld. Zijn idee over overleg zou in Nederland zijn geïntroduceerd door Herman Schaepman en Guillaume Groen van Prinsterer.